# Firma Byttebier
De Firma (Gebroeders) Byttebier was een wegenbouw-aannemer gevestigd in Vlaanderen, België. De firma Byttebier was gevestigd in de Sint-Pietersnieuwstraat in Gent. Byttebier N.V. had haar Centraal werkhuis te Loppem, aan de Byttebier Put, bekend als Lac van Loppem (werk- en opslagplaatsen).

## Geschiedenis
Theophile Byttebier (1851–1924) was een Vlaams-Belgische wegenbouw-aannemer, die met zijn broer Modest Byttebier (1856–1909) de A10 (E40) aanlegde. De broers waren eigenaar van de Byttebier Put (Lac van Loppem), een 6 hectare, 13 meter diepe plas, die ontstond door zandwinning, voor de aanleg van de A10 (E40).
De Loppemse put van Byttebier (Lac van Loppem) kende bij de plaatselijke bevolking en die van Brugge een succes. De ligging en de bereikbaarheid speelden hierin een belangrijke rol. De put werd nog met schop en spade gedolven en het zand met kruiwagens en boerenkarren weggebracht. De werkzaamheden vereisten veel werkvolk en heel wat Loppemnaren konden er aldus aan de slag.

## Tweede Wereldoorlog
Meer dan een decennium na het overlijden van Theophile bouwde de firma Byttebier, gedurende de Tweede Wereldoorlog, onder andere de nieuwe luchthaven te Raversijde en de Atlantikwall (bunkers).
De activiteiten van de bunkerbouwers bestonden in het rechtstreeks of onrechtstreeks uitvoeren van werken van militaire aard. In het merendeel van de gevallen maakten de uitgevoerde werken deel uit van de aanleg van de Atlantikwall. De 'General Unternehmers' hielden zich bezig met de lucratieve bouw van zware bevel- en munitiebunkers en bunkers voor afweergeschut, en werkten rechtstreeks voor de bezetter. De firma’s NV Byttebier en Cornelis waren hierbij de grootste en voerden de zwaarste taken uit, zoals de bouw van Ständige bunkers en het optrekken van geschutstanden.
De werken van de Atlantikwall in de oostelijke richting vanaf Wenduine tot aan de Nederlandse grens werden door de Gentse firma NV Byttebier uitgevoerd. De firma Byttebier bouwde verder ook nog anti-tankmuren en onderaardse gangen. Tot de belangrijkste werken die Byttebier bouwde behoorden:
- Tobrukstelling in Knokke (‘Tobruk’, een Duitse eenmansbunker, ontworpen voor het gebruik van een machinegeweer. Deze bunker ontleende zijn naam aan de Noord-Afrikaanse stad Tobruk, waar het Duitse leger deze soort bunkers voor het eerst gebruikte.)
- Stellingen in Bredene
- Stellingen in Steene
- Tirpitz 1 en 2 stellingen te Raversijde (Openluchtmuseum Atlantikwall)
- Von Leepstelling in Middelkerke
- Auerstadt- en Stella Marisstelling te Lombardsijde
- Tilly-Nicolasstelling in Nieuwpoort
- Von Runstedt-, Mannstein-, Wrangel- en Zwissenlagerstelling in De Panne
- Von Schlieffen-stelling in Adinkerke.
- I.s.m. de firma Cornelis werd te Bredene een 2 kilometer lange Pantzergrabe aangelegd.

Naast deze werken aan de Belgische kust voerde de firma Byttebier militaire werken uit in Noord-Frankrijk en aan de tweede Duitse verdedigingslinie bij de IJzer. Verder werden er werken uitgevoerd aan militaire vliegvelden, zoals het aanleggen van startbanen in Epinoy, Vlamertinge en Ursel. Te Kwatrecht werd de SS Polizei-Reichsschule Flandern ingericht (Brussel, Justitiepaleis, Dienst archieven, Sectie incivisme, 327/B/49, uiteenzetting der zaak in strafdossier van de gebroeders Byttebier, krijgsraad Gent, 23 september 1946).
De omvang van de werken liet zich ook voelen in de evolutie van het aantal werknemers en in hun winstcijfers. De firma NV Byttebier telde in 1940 tweehonderd arbeiders en in 1944 tweeduizend. Tijdens de oorlog vertienvoudigde het aantal werknemers, terwijl de omzet verzesvoudigde (Brussel, Justitiepaleis, Dienst archieven, Sectie incivisme, 327/B/49, deskundig verslag in strafdossier van de gebroeders Byttebier, krijgsraad Gent, 23 september 1946).

## Processen wegens collaboratie
Na de Tweede Wereldoorlog werd de firma Byttebier en de Byttebier Put (Lac van Loppem), eigendom van Byttebier, onder Sekwester (recht) geplaatst wegens vermeende economische collaboratie.
Er ontstonden processen tussen de familie Byttebier en België. Louis De Lentdecker (De Standaard) schreef dat Louis Kiebooms pleitte voor de vrijspraak van de gebroeders Byttebier. Leo Delwaide jr. noemde Michel Joseph Byttebier bijna een held.
Paul Lemmens en Leo Delwaide jr. brachten de zaak voor het Europees Hof voor de Rechten van de Mens met als doel vrijspraak voor de vermeende collaboratie.
De boekhouding van de Firma Byttebier werd in 1944 in beslag genomen door het Séquestre en werd door diezelfde Belgische overheidsdienst vernietigd. Dit maakte het voor de verdediging onhaalbaar financiële gegevens te gebruiken om hun onschuld te bewijzen. De militaire rechtbank erkende deze vernietiging en stelde dat, telkens wanneer een eerlijke discussie over het bewijs onmogelijk werd, het voordeel aan de verdediging moest worden gegeven – als hun argument geloofwaardig was.
De veroordeling in 1946-1949 werd vernietigd door het Hof van Cassatie in 1980 en 1984, bevestigd De Gentenaar. In 1946-1947 was de auditeur-militair zowel onderzoeker als aanklager. Dit zou de onpartijdigheid van het proces hebben beïnvloed: schending van het recht op een eerlijk proces.
Reeds in 1941 tijdens een buitengewone vergadering van de N.V. Byttebier verzette Maria Deckmyn (1897–1978), weduwe Urbain Valère Byttebier (1890–1936), schoonzus Michel Joseph Byttebier (1897–1983), zich tegen economische samenwerking met de bezetter.